# Спасо-Преображенский Сентинский женский монастырь
Спасо-Преображенский Сентинский женский монастырь - недействующий монастырь Русской православной церкви в Карачаево-Черкесии, располагавшийся на территории аланского храма X века.

## История
- Основная статьяː Сентинский храм

Сентинский монастырь был основан в 1892 году близ аула Сенты Баталпашинского отдела на берегу реки Теберда, как женская община (по другим данным - скит во имя Покрова Пресвятой Богородицы). В 1893 году Сентинский храм, находившийся тогда в собственности Александро-Афонского монастыря, был передан ей в пользование.
22 октября 1895 года Сентинский храм был освящён в честь Преображения Господня священником Алексеем Кудрявцевым. В этот же день в 1897 году митрополит Кавказский и Ставропольский Агафодор (Преображенский), прибыв в монастырь, официально открыл его.
Община была преобразована в общежительный - т.е. все насельницы получали в ней все необходимое для жизни за счёт монастыря - в 1897 году. К 1909 году обитель находилась под управлением игуменьи, и имела два храма. При монастыре, в котором в начале XX века были открыты больница с аптекой, школа, а также выстроен сестринский корпус и проведены работы по укреплению грунта, жили от 100 до 300 насельниц, среди которых было 22 мантийных монахини, 66 рясофорных, и послушницы.

## Закрытие
После 1923 года, когда монастырь был закрыт, в его зданиях была обустроена больница для детей с тяжёлыми заболеваниями. Затем в них располагались хозяйственные службы колхоза. В XXI веке попытки возрождения монастыря предпринимались в Пятигорской епархии настоятельницей Свято-Троицкого Серафимовского женского монастыря в кабардино-балкарском селе Совхозное игуменьей Антонией (Бобылевой).